# 赫爾頓 (肯塔基州)
赫爾頓（英語：Helton）是位於美國肯塔基州萊斯利縣的一個非建制地區。

## 地理
赫爾頓所處的海拔為高於海平面378米（即1240英呎），而該地所採用的時區為UTC-5，即北美東部時區（EST）。同時該地設有夏令時間，為UTC-5調快一小時，即UTC-4（EDT）。